# 北更乡
北更乡，是中华人民共和国广西壮族自治区来宾市忻城县下辖的一个乡镇级行政单位。

## 行政区划
北更乡下辖以下地区：
北更村、犀牙村、凤凰村、古利村、内仁村、弄兰村、加乐村、加猛村、加兰村、雅文村、龙门村、百福村、加福村和塘太村。